# Dimitrie Belizarie
Dimitrie Belizarie, născut Dumitru Belizarie Paraschivescu (n. 1880 – d. 9 noiembrie 1947), a fost un pictor român care a activat îndeosebi în pictura murală bisericească din România. El a fost considerat un maestru al picturii bisericești și un adept și susținător al stilului neobizantin.

## Biografie
Dimitrie Belizarie a zugrăvit în stil neobizantin Catedrala Patriarhală din București (1932 - 1935) și Mănăstirea „Sfântul Ilie” din Toplița (1928), precum și biserica „Sfântul Nicolae” din Comarnic, cea din Costești (Argeș), biserica Mănăstirii Căldărușani (1911), Catedrala arhiepiscopală din Târgoviște, iar în București biserica „Sfânta Vineri” și biserica Cărămidari (1929 – 1930). În anul 1937, Belizarie a ocupat funcția de vicepreședinte a Sindicatului Artelor Frumoase.
Împreună cu pictorul Arthur Verona a pictat în anul 1936 Capela Cimitirului Bellu din București. La începutul secolului al XX-lea, Arthur Verona împreună cu pictorul Dimitrie Belizarie au înființat pe lângă Mitropolia din București o școală de pictură prin care s-a dorit readucerea picturii românești în iconografia ortodoxă la tradițiile bizantine, atât în frescă precum și în iconografia de șevalet.
Belizarie a pictat și icoanele tâmplei de la biserica Așezământului românesc de la Ierusalim.
Spre finalul vieții, Dimitrie Belizarie a donat către Sindicatul Artelor Frumoase proprietatea sa din strada Nedeia nr 25, București. Scopul donației a fost ca această proprietate să fie folosită de către membrii sindicatului care nu aveau mijloace de trai și titulatura locației a fost Căminul Belizarie, urmând ca pe frontispiciul clădirii să fie scris „Sindicatul Artelor Frumoase, donațiunea pictor Belizarie Domnești – Muscel”.